# Бальивиан, Адольфо
Адо́льфо Бальивиа́н (исп. Adolfo Ballivián; 15 ноября 1831 — 14 февраля 1874) — боливийский политический деятель, конституционный президент страны в 1873—1874 годах.

## Биография
Родился в Ла-Пасе, в семье бывшего президента и героя войны Хосе Бальивиана. Много путешествовал, был замечательным оратором, композитором, писателем и депутатом Конгресса. В возрасте 16 лет вступил в ряды вооруженных сил, участвовал в сражениях под командованием своего отца. Был вынужден покинуть страну и проживал за её пределами с 1847 года, когда его отец был отстранен от власти и сослан сначала в Чили, а затем в Рио-де-Жанейро, Бразилия. После неожиданной смерти отца в 1855 году Бальивиан вернулся на родину. Сначала он решил вернуться в армию и дослужился до звания подполковника. Разочаровавшись в военной карьере, он стал членом Конгресса. Там он сразу отличился как блестящий оратор, защитник конституционализма и верховенства права. Он также работал журналистом.
Адольфо Бальивиан снова решил покинуть страну после того, как в 1872 году президент Агустин Моралес через средства массовой информации распространил сообщение о предоставлении себе полномочий «пожизненного диктатора». Бальивиан находился в Европе, когда Конгресс выдвинул его кандидатуру от конституционалистских сил на выборах 1873 года. К своему удивлению, он был избран на пост президента подавляющим большинством голосов избирателей, возможно потому, что эти выборы считаются первыми по-настоящему чистыми выборами в истории Боливии. Вернувшись на родину, он принёс присягу и принял дела у своего предшественника, Томаса Фриаса Аметльера, 9 мая 1873 года. На тот момент Бальивиан стал самым молодым президентом страны.
Молодой политик сразу столкнулся с сопротивлением оппозиционных сил. На период его пребывания у власти пришёлся обвал цен на серебро — важнейший (наряду с оловом) объект боливийского экспорта. Именно поэтому Конгресс отклонил просьбу Бальивиана о закупке в Европе новых кораблей, чтобы перевооружить молодой, почти несуществующий военно-морской флот. Это желание было связано с нестабильной ситуацией в Тихом океане. Этот отказ Конгресса имел трагические последствия в Тихоокеанской войне против Чили. Впрочем, Бальивиану удалось достичь значительных сдвигов по закреплению демократических ценностей, особенно свободы прессы.
Однако правление Бальивиана оказалось непродолжительным. Он заболел раком желудка и умер в возрасте 43 лет 14 февраля 1874 года. Его преемником, согласно конституции, стал Томас Фриас, которого Бальивиан заменил девять месяцев назад.